# چینسوکو
چینسوکو (به ژاپنی: ちんすこう/金楚糕 Chinsuko) یکی از انواع واگاشی (شیرینی ژاپنی) است.